# Gracenote
Gracenote, Inc. er en amerikansk virksomhed, der leverer metadata til musik, video og sport samt automatisk indholdsgenkendelse (ACR, Automatic Content Recognition) til underholdningsbranchen. Virksomheden har hovedkvarter i Emeryville, Californien, og har 1.700 ansatte på 20 forskellige adresser rundt om i verden.
Gracenote har været ejet af forskellige større virksomheder gennem tiden. I 2008 købte Sony firmaet, i 2013 blev det solgt videre til Tribune Media og i 2017 til Nielsen Holdings.
Gracenote har selv i tidens løb købt andre firmaer, blandt andet det danske TimeFor.TV i 2016.